# Do outro lado (1885)
Do outro lado da autoria de Alfredo de Morais Pinto (pseudónimo: Pan-Tarântula), ilustrações de Rafael Bordalo Pinheiro, foi publicado em Lisboa, no ano de 1885, pela Livraria Editora de Tavares Cardoso & Irmão, com um total de 16 páginas. Pertence à rede de Bibliotecas municipais de Lisboa e é considerado uma "raridade bibliográfica".